# Menhir von Kerara
Der Menhir von Kerara steht auf einer Lichtung im Wald, etwa 300 Meter südwestlich des Weilers Kerara, in Moustoir-Ac im Département Morbihan in der Bretagne in Frankreich. Nicht zu verwechseln mit dem ähnlich aussehenden Menhir von Moustoir.
Der aufrechte Menhir stammt aus der Jungsteinzeit, hat eine Höhe von über 3,6 m und ist an der Basis 1,25 m breit. Der Menhir von Kerara wurde 1965 als Monument historique eingestuft. In der Nähe liegt ein anderer Menhir.
Etwa 300 Meter nordwestlich befindet sich der Menhir von Kermarquer. 
In der Nähe von Moustoir-Ac liegen auch der Dolmen von Kermorvant, der Menhir von Cosquéro, der Menhir du Mené und im Wald nahe der Straße Le Porado die beiden Wackelsteine Pierres Branlante oder Pierres Mammouth genannt.